# He-Man: Power of Grayskull
He-Man: Power of Grayskull (He-Man: El poder de Grayskull) es un videojuego de rol de un solo jugador el cual fue lanzado para la consola Game Boy Advance en el año 2002. El juego fue publicado por TDK Mediactive.